# Larix kaempferi
Larix kaempferi, el alerce del Japón, (Karamatsu (唐松) en japonés) es una conífera, especie de alerce nativo de Japón, en las montañas de las regiones de Chūbu y Kantō en el centro de  Honshū.

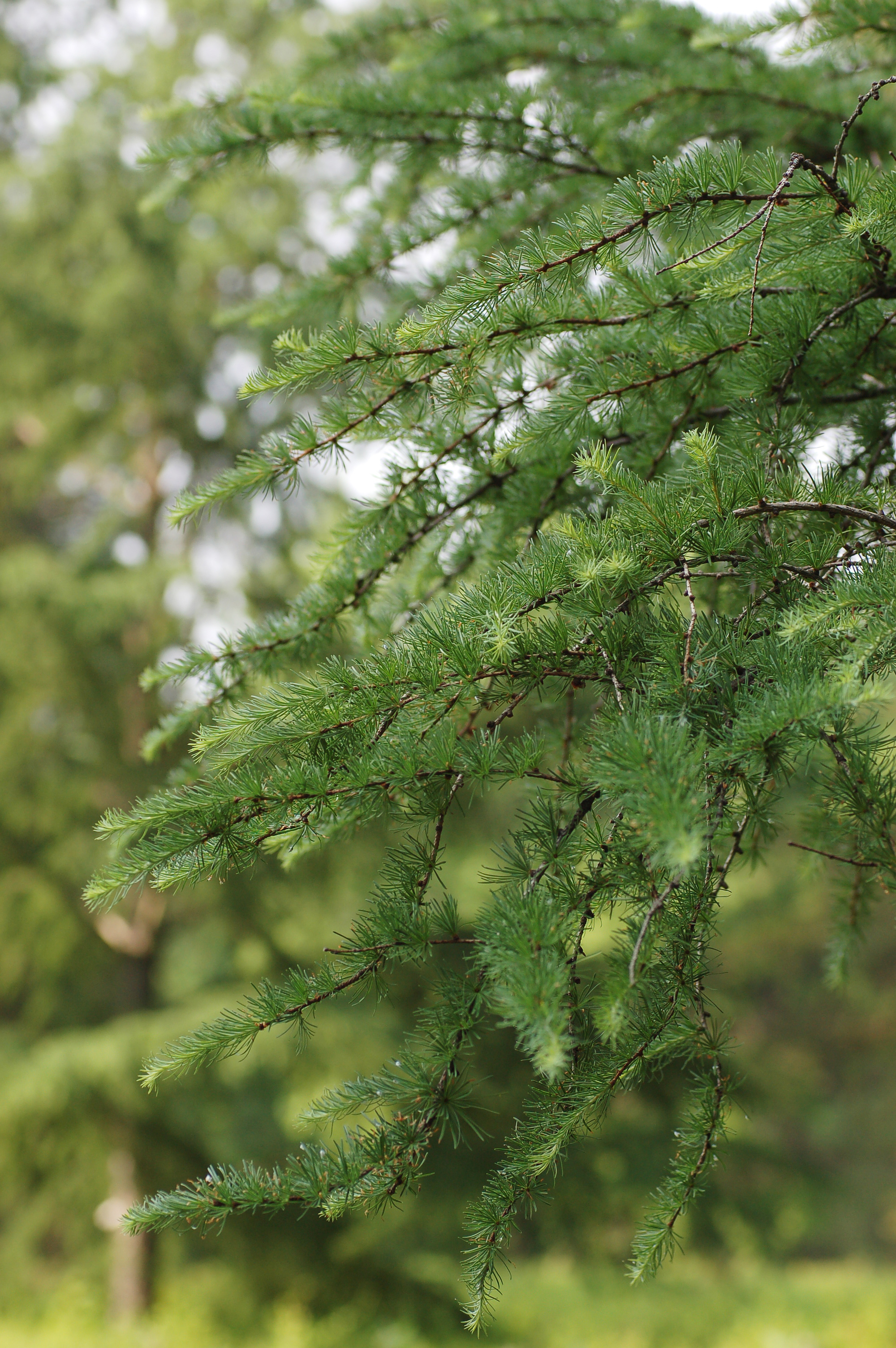
Ramas

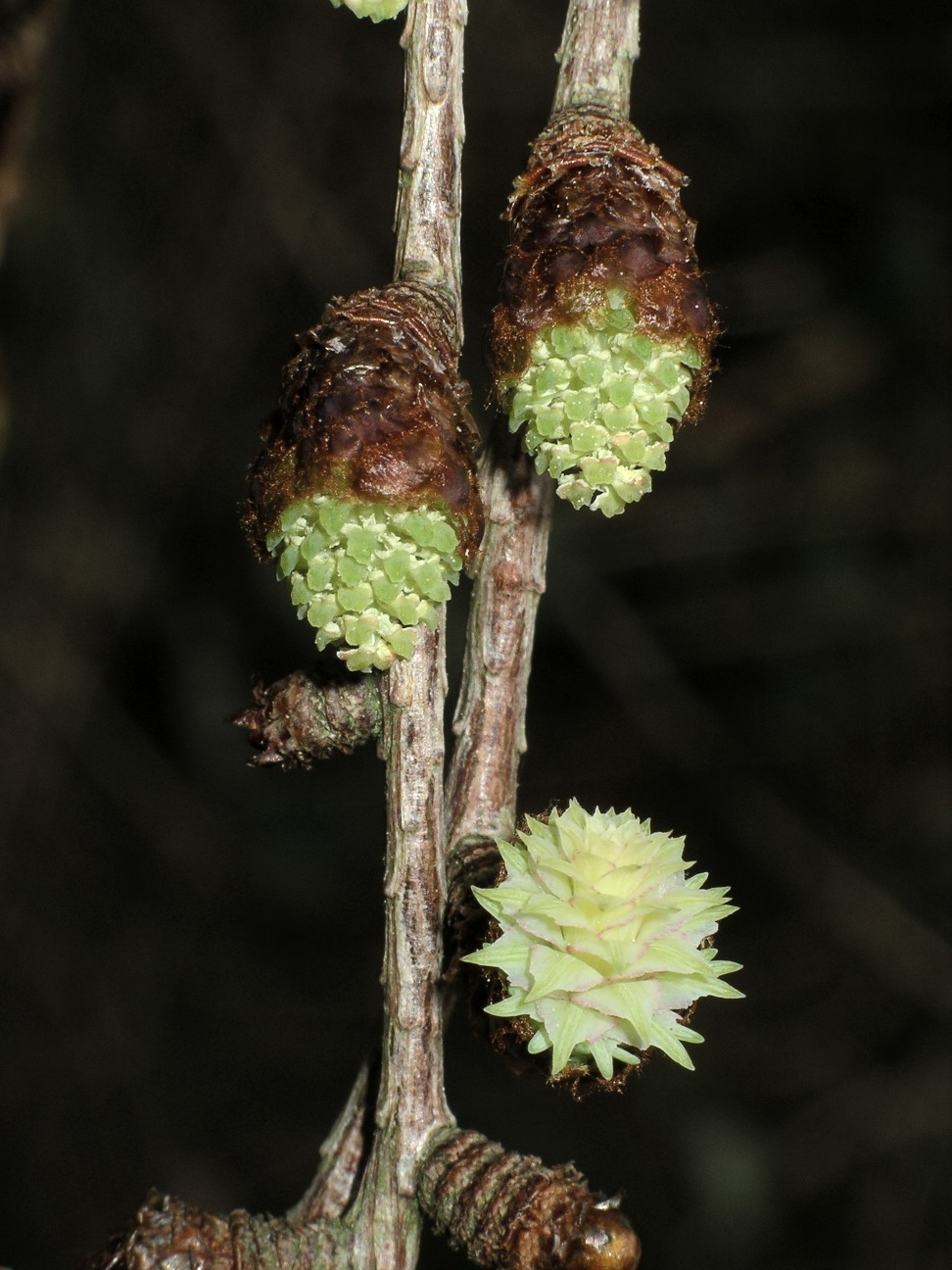
Conos machos de (polen) (dos arriba), cono femenino (semillas) inmaduro (abajo)

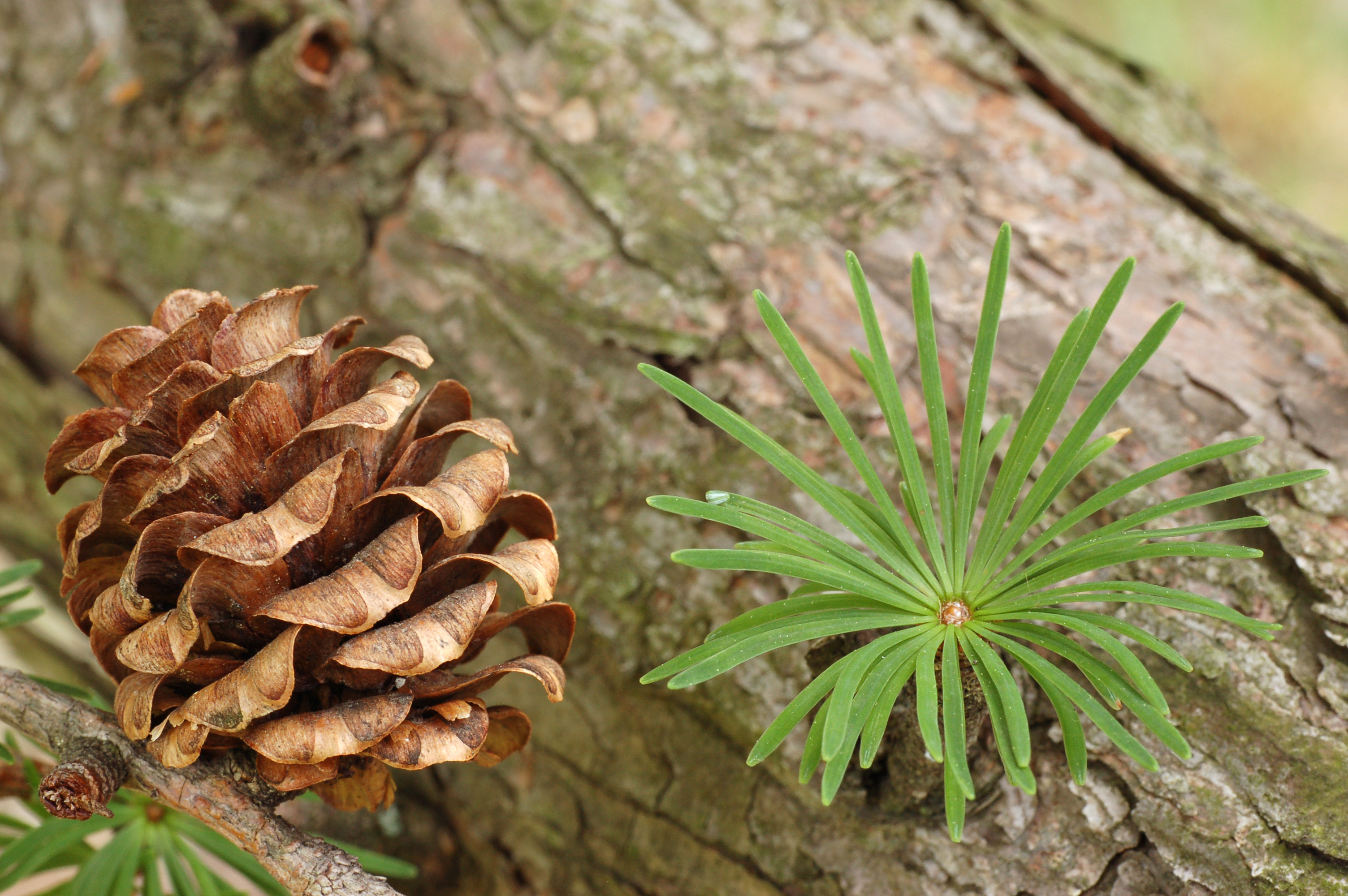
Alerce del Japón Larix kaempferi un viejo cono y agujas

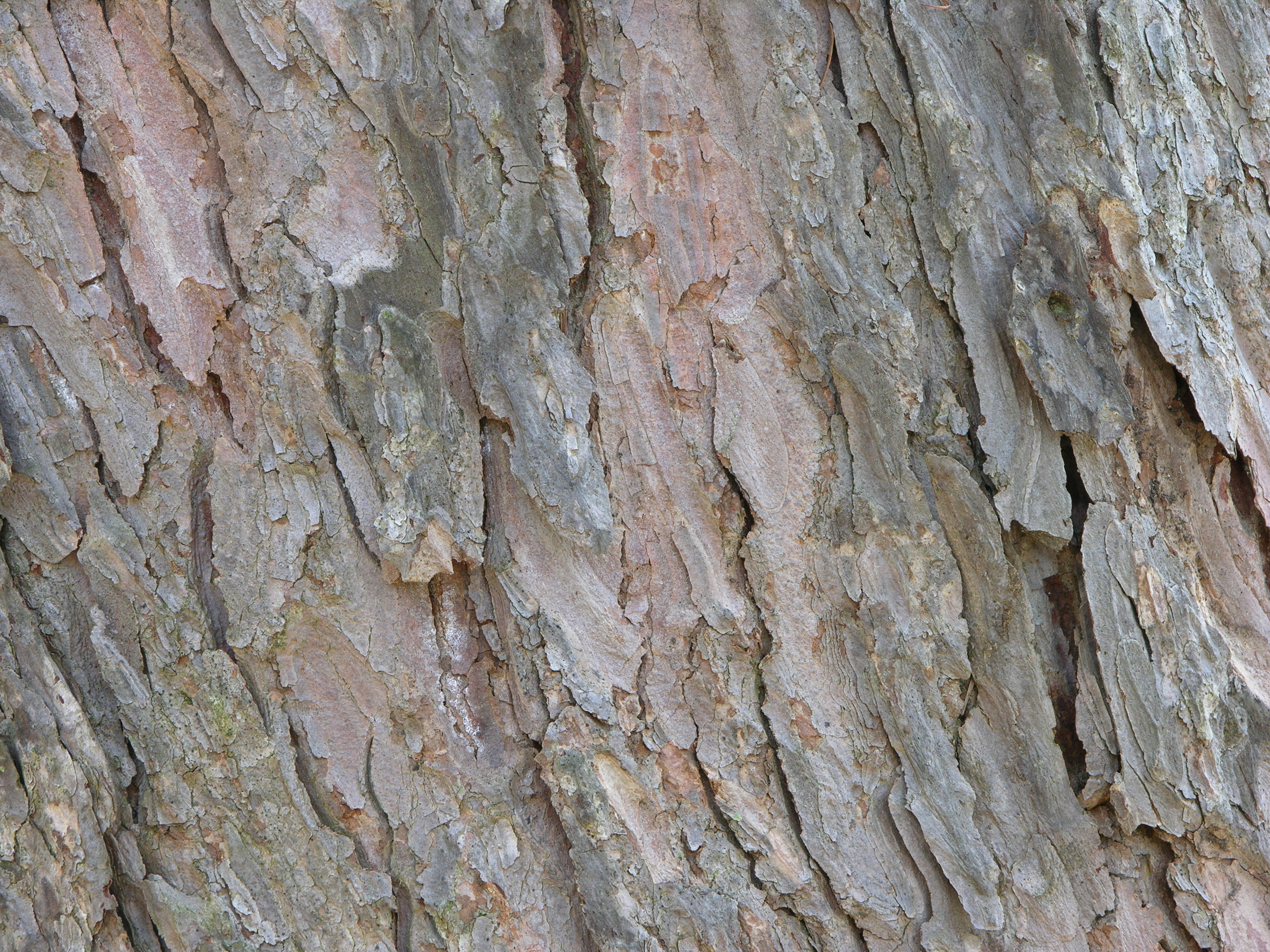
Corteza de los árboles

## Descripción
Es un árbol conífero de tamaño mediano a grande caducifolio, que alcanza de 20 a 40 m de alto, con un tronco de hasta 1 m de diámetro. La corona es amplia, cónica, las ramas principales y las ramas laterales están al mismo nivel, las ramas laterales se inclinan solo raramente. Los brotes son dimorfos, con el crecimiento dividido en los brotes largos (típicamente de 10 a 50 cm de largo) y constan de varios brotes, y crecimientos cortos solamente de 1 a 2 milímetro de largo con solamente un solo brote. Las hojas son aciculares, de verde claro glauco, de 2 a 5  cm de largo, que cuando caen en otoño varían de amarillo brillante a naranja, saliendo de las yemas rosáceas a marrones en la primavera siguiente.
Los conos son erectos, cónicos ovoideos, de 2 a 3.5 cm de longitud, con 30 a 50 escalas con semilla, son verdes cuando están inmaduros, cambiando a marrón cuando están maduros y abriéndose para lanzar las semillas, de 4 a 6 meses después de la polinización. Los conos viejos permanecen comúnmente en el árbol durante muchos años, cambiando su color a gris o negro oscuro.
Se desarrollan entre los 500 a 2900 m s. n. m. en suelos bien drenados, evitando los terrenos encharcados.
Su nombre fue puesto en honor a Engelbert Kaempfer. A menudo se le reconoce por el sinónimo de Larix leptolepis.

### Usos
El alerce japonés es un árbol importante en las plantaciones en silvicultura, siendo cultivado en el Japón central y norteño (norte de Hokkaidō), y también extensamente en el norte de Europa, particularmente las islas británicas. Su madera es resistente y se utiliza para hacer  artículos, usados en la construcción en general. Los pequeños postes del alerce son ampliamente utilizados para cercado rústico.

## Taxonomía
Larix kaempferi fue descrito por (Lamb.) Carr. y publicado en Journal Général d'Horticulture 11: 97. 1856.
Etimología
Larix: nombre genérico que proviene del término latíno larix que significa "alerce, lárice".
kaempferi: epíteto otorgado en honor del naturalista alemán Engelbert Kaempfer.
Sinonimia
- Abies kaempferi (Lamb.) Lindl.
- Abies leptolepis Siebold & Zucc.
- Laricopsis kaempferi (Lamb.) A.H.Kent
- Larix japonica Carrière
- Larix japonica A.Murray
- Larix leptolepis (Siebold & Zucc.) Gordon
- Larix orientalis Thunb.
- Pinus japonica Thunb.
- Pinus kaempferi Lamb.
- Pinus larix Thunb.
- Pinus leptolepis (Siebold & Zucc.) Endl.
- Pinus nummularia Gordon
- Pseudolarix kaempferi (Lamb.) Gordon[4]